# Sciara flavimana
Sciara flavimana är en tvåvingeart som beskrevs av Zetterstedt 1851. Sciara flavimana ingår i släktet Sciara och familjen sorgmyggor.
Artens utbredningsområde är Sverige. Arten är reproducerande i Sverige. Inga underarter finns listade i Catalogue of Life.